# Bernardo Martínez
Bernardo Martínez (Cuapa, 29 de agosto de 1931 - Managua, 30 de octubre de 2000) fue un sacerdote católico, vidente de la Santísima Virgen y de Jesús en diferentes momentos de su vida, desde el 15 de abril de 1980 en la comunidad campesina de Cuapa.

## Biografía
Bernardo Martínez nació en Cuapa, el 20 de agosto de 1931 en el pueblo campesino. Sus padres fueron don Baltasar y doña Simeona Martínez quien dio a luz seis hijos, tres mujeres y dos varones llamados Marina, Celia, Leonor Basilio y José Luis. Estudió su educación básica en Cuapa y a los 14 años se trasladó hasta Granada para estudiar con los jesuitas donde aprendió sastrería, electricidad, albañilería y fontanería; terminó su primaria en Juigalpa, Chontales. Desde su niñez Bernardo mantuvo poca comunicación con sus padres, fue criado por doña Eloísa Jaime (su abuela materna). Desde muy niño fue inducido en la práctica de la religión católica por su abuela que a pesar de no saber leer ni escribir; sabía de memoria la doctrina básica católica. Bernardo no conoció a su madre hasta su juventud cuando cumplió los 18 años, aun así siguió su vida al lado de su abuela hasta su muerte (5 de abril de 1974).
Desde su niñez su abuela materna Eloisa Jaime le inculcó las devociones propias católicas de la comunidad. Fue instruido en la doctrina católica básica por sus tías y a los 7 años recibió el sacramento de la Comunión por el sacerdote Ignacio y Arias.

### Revelaciones
Bernardo empezó a presenciar ciertas manifestaciones con la iluminación de una imagen de la Inmaculada desde el 15 de abril de 1980 (La imagen la había comprado al padre Octavio Mejía Vílchez de la parroquia de Juigalpa). Las siguientes manifestaciones sucedieron el 8 de junio, donde recibió en sueños la visión del cielo, el 8 de julio el sueño con el Ángel, el 8 de septiembre se manifestó la Virgen en su etapa de niñez, el 13 de octubre fue la última aparición en Cuapa según los relatos del vidente. El mensaje de la Virgen en Cuapa al vidente se resume en el rezo diario del Santo Rosario en familia y a una hora fija, de la renovación de la devoción de los cinco primeros sábados, de trabajar por la paz y del cambio personal del pueblo nicaragüense por cambiar para que no hubiera más sufrimientos.
Después de lo sucedido en Cuapa el vidente fue perseguido por el gobierno para que declarara que las revelaciones de la Virgen eran permisibles a las políticas de ese momento. Bernardo se negó y para evitar ataques contra su persona el Obispo lo trasladó al Seminario menor de Managua como jardinero. En 1987 es enviado a la parroquia de Nuestra Señora de las Victorias en El Crucero, por petición del mismo Bernardo. En esa parroquia se dedicó a dar a conocer el Catecismo, pidió seminaristas al Obispo de Managua y le enviaron algunos que le ayudaron en su labor catequética. El 7 de marzo recibió otro mensaje de la Virgen, en el que le felicita por seguir sus instrucciones, le manda seguir con su labor de catequista y pide que se hable de "la Palabra de Dios", pide que se vuelva a la tradicional manera de utilizar el agua bendita. Para la celebración de séptimo aniversario de las apariciones en Cuapa, en ese mismo mensaje la Virgen le pide que haga una quema de "libros malos, de ateísmo, comunismo y revistas pornográficas", además le manda que propague la devoción de las Llagas de Cristo y le da a conocer una oración que rezaría Bernardo el 8 de mayo.
En 1988, durante el suceso del Huracán Juana en Nicaragua, recibió revelaciones de Jesús, donde le decía que castigaría DSF a los opresores de su pueblo y que estaba cansado de verlos sufrir; en otro mensaje le habló del Purgatorio, del Infierno y del Cielo refiriéndose a los jóvenes que morían en las batallas de la guerra instaurada en ese momento.
El 14  de abril de 1992 estando en la presentación de una charla sobre la Virgen en Nindirí y Tisma, la Virgen le habló, para darle un mensaje que daría Violeta Barrios de Chamorro, presidente de la República en ese momento. En ese mensaje según Bernardo, la Virgen la decía que "el Señor estaba triste" por los diversos sufrimientos por los que pasaba Nicaragua por las malas administraciones de los políticos. Sentía cierto miedo de dar a conocer el mensaje, por lo que pidió consejo al Obispo de León, este le sugirió que lo diera a conocer.
Bernardo según las entrevistas dadas a los esposos Stephen Weglian y Mirian Marenco, relataba que había tenido un sueño con santa Juana de Arco, donde le entregaba un estandarte con la inscripción “¡Viva Jesús y María!”. En estas mismas entrevistas el vidente relataba sus confrontaciones con Satanás.

### Vocación sacerdotal
Desde pequeño tuvo deseos de ordenarse sacerdote. Quince años después de las revelaciones de Cuapa, fue ordenado por el Obispo de León Monseñor Bosco Vivas en la Basílica de esa ciudad, el sábado 19 de agosto de 1995. Celebró su primera Eucaristía en el santuario de Nuestra Señora de Cuapa el 20 de agosto de ese año. Los diarios nicaragüenses dieron gran relevancia al suceso de su ordenación sacerdotal.

## Fallecimiento
Falleció en Managua, el 30 de octubre de 2000 a los 69 años.